# Leonid Petrowitsch Radin
Leonid Petrowitsch Radin (russisch Леонид Петрович Радин; * 9. Augustjul. / 21. August 1860greg. in Ranenburg; † 16. Märzjul. / 29. März 1900greg. in Jalta) war ein russischer Revolutionär.
Er dichtete die russische Originalversion des Arbeiterliedes Brüder, zur Sonne, zur Freiheit.